# لان تساو
ولدت تساو في فيتنام عام 1961، وشهدت حرب فيتنام كمدني. انتقلت إلى الولايات المتحدة عندما كان عمرها 13 عاماً. حصلت على شهادة البكالوريوس في العلوم السياسية من كلية جبل هوليوك عام 1983 ودرجة الدكتوراة من كلية ييل للحقوق.
كتبت لان تساو روايتها جسر القرد عام 1997، وهي أستاذة في القانون في «جامعة تشابمان للقانون» وتخصصت في الأعمال والتجارة الدولية والقانون الدولي والتنمية.

## جسر القرد
رواية جسر القرد هي شبه سيرة ذاتية عن أم وابنتها تغادرن فيتنام إلى الولايات المتحدة. تعتبر هذه الرواية الأولى التي كتبها أمريكي من أصل فيتنامي عن تجربة الحرب وتداعياتها.

## روابط خارجية
- موقع كلية تشابمان الجامعية
- تجسير الهوة: التاريخ الذي لا مفر منه في رواية جسر القرد للكاتبة لان تساو
- موقع زملاء رواية جسر القرد